# Factor de Rechazo a Fuente de Alimentación
En electrónica, el Factor de Rechazo a Fuente de Alimentación (o PSRR, de las siglas en inglés Power Supply Rejection Ratio) es un término ampliamente utilizado en electrónica de amplificadores (especialmente amplificadores operacionales) o en hojas de datos de reguladores de voltaje; usado para describir la cantidad de ruido de una fuente de alimentación que un dispositivo en particular puede rechazar.
El PSRR se define como la relación entre el cambio en la tensión de alimentación a la tensión de entrada equivalente (diferencial) que se produce en el amplificador operacional, a menudo expresada en decibelios. Un amplificador operacional ideal tendría un valor de PSRR infinito. La tensión de salida dependerá del circuito de realimentación, como es el caso de tensiones de offset de entrada regulares. Pero la prueba no se limita a DC (frecuencia cero); a menudo un amplificador operacional también tendrá su PSRR dado en varias frecuencias (en cuyo caso la relación es uno de los valores eficaces de las amplitudes de las ondas senoidales presentes en la fuente de alimentación comparadas con la salida, teniendo en cuenta la ganancia).
{\displaystyle PSRR(dB)=20\log _{10}\left({\Delta V_{\mathrm {fuente} } \over {\Delta V_{\mathrm {ios} }}}\cdot A_{v}\right){\mbox{dB}}}
Por ejemplo: un amplificador con un PSRR de 100 dB en un circuito que da 40 dB de ganancia en bucle cerrado permitiría una superposición a la salida de cerca de 1 mV de ondulación de la fuente de alimentación por cada 1V de ondulación en la fuente. Esto es porque:
{\displaystyle 100-40=60\ \mathrm {dB} }.
Y dado que son 60 dB de rechazo, el signo es negativo, luego:
{\displaystyle 1\ \mathrm {V} \cdot 10^{\frac {-60}{20}}=.001\ \mathrm {V} =1\ \mathrm {mV} }